# Ayutuxtepeque
Ayutuxtepeque es un distrito municipal del departamento de San Salvador, en El Salvador. En la actualidad, comprende las zonas 8 y 9 de la Municipalidad de San Salvador Centro e integrante del área metropolitana de San Salvador.
| Censo | Población | Cambio | Porcentaje |
| ----- | --------- | ------ | ---------- |
| 2007  | 34 710    | N/D    | N/D        |
| 2024  | 31 631    | -3 079 | -8.9%      |

## Toponimia
Ayutuxtepeque significa: "cerro de armadillos" o "cerro o montaña de cusucos" en el idioma náhuat.

## Geografía
Está limitado al norte por el distrito de Apopa, al este por Cuscatancingo y Ciudad Delgado, al sur por Mejicanos y al oeste por Apopa.
Se encuentra ubicado a 8 km de la ciudad de San Salvador. Tiene un área de 8,41 km².
Se encuentra ubicado entre las coordenadas geográficas siguientes: 13°46′23″ LN (extremo septentrional) y 13°43′55″ LN (extremo meridional); 89°11′8″ LWG (extremo oriental) y 89° 13' 55" LWG (extremo occidental).

## Historia
El alcalde electo para el año de 1872 era don Ignacio Jiménez.
El alcalde electo para el año de 1873 era don Basilio López. Fue afectado por el terremoto del 19 de marzo de 1873 de 7.3 grados de richter que destruyó a San Salvador.

## Demografía
Tiene una población de 35 245 habitantes (VII censo de población 2009) Ocupando el puesto número 40 en población.
Urbana. En el año de 1930, el municipio el resultado fue de 134 hombres y 235 mujeres, para el año de 1950, el resultado fue de 207 hombres y 255 mujeres, en 1961, la cantidad de hombres fue de 607 y la de mujeres 679, para el año de 1971, la cantidad de hombres fue de 2731 y la de mujeres de 3112; finalmente, de acuerdo al censo realizado en el año de 1992, por la Dirección General de Estadísticas y Censos, fue de 10 103 hombres y 10 034 mujeres. Se puede observar que hubo un ascenso muy relevante, registrado por las migraciones desde otros municipios, debido al conflicto armado durante la década de los ochenta.
Rural. En el año de 1930, el municipio de Ayutuxtepeque registró 619 hombres y 624 mujeres; en el año de 1950, se registraron 857 hombres y 911 mujeres; en el año de 1961, se registraron 714 hombres y 736 mujeres; para el año de 1971, la población estaba constituida por 1,239 hombres y 1,297 mujeres; finalmente, de acuerdo al censo realizado en 1992, el resultado fue 1,784 hombres y 1,889 mujeres. En este año se observa un ascenso muy significativo.

## Política

### Gobierno municipal
La alcaldesa del municipio para el período 2009-2012 fue la Licda. Blanca Flor Bonilla. El gobierno municipal es encabezado desde 1997 por el partido Frente "Farabundo Martí" para la Liberación Nacional FMLN.
El 11 de marzo de 2012, el Lic. Alejandro Nóchez ganó las Elecciones Municipales para el periodo 2012-2015 por el partido Alianza Republicana Nacionalista ARENA, llegando a tomar el poder el 1 de mayo de 2012 para continuar con el desarrollo del Municipio. En la elección municipal del 2018, Alejandro Nóchez vuelve a ganar las elecciones Municipales por tercera vez consecutiva por una diferencia de 4,843 votos de ventaja de su contendiente más cercano. Si bien volvió a sumar votos en la Elección del 2024, debido a la nueva reestructuración de municipios perdió la alcaldía de San Salvador Centro que paso a manos del entonces alcalde capitalino Mario Durán.

## Patrimonio cultural inmaterial

### Fiestas patronales
Las fiestas patronales de la ciudad de Ayutuxtepeque son celebradas en el mes de enero en honor a San Sebastián Mártir, del 15 de enero al 20 de enero, las actividades tanto religiosas como de la alcaldía municipal son la principal causa del colorido y tradición del que son partícipes los habitantes y vecinos de la ciudad. Así mismo los cantones de Ayutuxtepeque celebran sus propias fiestas patronales las cuales se caracterizan por mantener tradiciones como desfiles de historiantes y aún en algunas fiestas se han revivido las Mayordomías, que consiste en que una o más personas son los encargados de promover las actividades religiosas e incluso brindar refrigerios a los asistentes.

## Religión
En Ayutuxtepeque se encuentran diversas Iglesias y Religiones entre las cuales son la Iglesia católica San Sebastián Mártir, la iglesia Altar de Dios Filial La Trinidad, la iglesia cristiana de Edificación Familiar, iglesia de Avivamiento Jerusalén, la iglesia Huerto del Edén, la misión bautista La Trinidad y el tabernáculo bíblico bautista Amigos de Israel. También existen diversas comunidades religiosas Judías, sin dejar de mencionar a los Testigos de Jehová.

## Organización territorial y urbanismo
Para su administración se divide en dos cantones, que son: El Zapote (dividido en tres: arriba, medio y abajo) y Los Llanitos. La cabecera del distrito es la ciudad de Ayutuxtepeque.
Para su administración, el distrito se divide en 33 colonias, 5 urbanizaciones, 10 zonas residenciales, 2 repartos, una comunidad y cuatro condominios.

### Zona 1
1. Cantón Zapote Alto
2. Cantón Zapote Medio
3. Cantón Zapote Bajo
4. Caserío Los Conejos
5. Comunidad Medina

Cantón Zapote

### Zona 2
1. Colonia Rosat
2. Colonia San Carlos
3. Colonia San Bernardo
4. Comunidad Yaneth
5. Colonia Nublo
6. Colonia piedad
7. Colonia Montero
8. Sector Colorado (pasaje Colorado)
9. Sector Manuel López e Iban
10. Colonia San pedro
11. Comunidad la Estancada

Cantón Los Llanitos

### Zona 3
1. Comunidad Cristo Redentor
2. Sector La Escuela
3. Caserío Los González
4. Sector de la Iglesia
5. Colonia San Alfonso
6. Colonia San Julián
7. Colonia San Jorge

Sector Mariona

### Zona 4
1. Colonia monte Rey
2. Colonia Santa Rita de la N.º 1 a la N.º 5
3. Colonia la Providencia
4. Colonia El Porvenir
5. Colonia El Retiro
6. Colonia San José

Urbanización Nor-Poniente

### Zona 5
1. Comunidad El Bosque
2. Comunidad San Francisco
3. Colonia San Francisco
4. Comunidad Tanque Seco
5. Colonia Brisas del Edén
6. Colonia Buena Vista
7. Colonia El Carmen
8. Residencial El Carmen
9. Residencial Alto de la Scandia

Urbanización Norte

### Zona 6
1. Colonia Scandia
2. Residencial Jardines de la Scandia
3. Colonia Florencia
4. Colonia Valparaíso
5. Pasaje Hernández
6. Pasaje la Pringa
7. Residencial Dinamarca
8. Urbanización Dinamarca
9. Colonia Monte Verde
10. Colonia Herrera
11. Reparto Santa Anita
12. Urbanización La Santísima Trinidad

Urbanización Nor-Oriente

### Zona 7
1. Reparto Chávez Galeano
2. Condominio Chávez Galeano
3. Colonia Santa Simona
4. Colonia Belga Latea
5. Pasaje El Camote
6. Urbanización Campo Verde

Urbanización Sur

### Zona 8
1. Colonia Bonanza
2. Colonia los Robles
3. Residencial San Carlos
4. Residencial Santa María
5. Residencial Los Pirineos
6. Colonia San Antonio
7. Condominios Ayutuxtepeque
8. Reparto Independencia

Urbanización Oriente

### Zona 9
1. Residencial Tazumal
2. Colonia Las Terrazas
3. Residencial Las Terrazas
4. Colonia Los Ángeles
5. Colonia Ascensión
6. Residencial Los Ángeles
7. Urbanización Jardines de las Magnolias (Anterior finca Castillo)
8. Colonia El Castillo